# Goddo
Goddo (o Godo) es una localidad de Surinam, que pertenece al distrito de Sipaliwini. La misma se encuentra a 89 m s. n. m.